# Johann Wilhelm Andreas Pfaff
Johann Wilhelm Andreas Pfaff, nemški matematik, fizik in astronom, * 5. december 1774, Stuttgart, Nemčija, † 26. junij 1835, Erlangen, Nemčija.
Pfaff je bil najprej profesor v Estoniji in med ustanovitelji dorpatskega observatorija, nato pa je deloval na univerzah v Nürnbergu,  Würzburgu in Erlangnu. Velja za enega zadnjih univerzalnih učenjakov. Proučeval je tudi astrologijo. Njegov mlajši brat Johann Friedrich je bil priznani matematik, starejši brat Christian Heinrich pa je bil zdravnik, fizik in kemik.
1. 1 2 3 4  Record #116140364 // Gemeinsame Normdatei — 2012—2016.
2. 1 2  Evangeličanska deželna cerkev v Württembergu